# UCI America Tour 2007
Die UCI America Tour ist der vom Weltradsportverband UCI zur Saison 2005 eingeführte amerikanische Straßenradsport-Kalender unterhalb der UCI ProTour.
Die Eintagesrennen und Etappenrennen der UCI America Tour sind in drei Kategorien (HC, 1 und 2) eingeteilt.

## Gesamtstand
(Stand: 30. Oktober 2007)
| Platz | Fahrer                |                    | Punkte |
| ----- | --------------------- | ------------------ | ------ |
| 1.    | Svein Tuft            | Kanada             | 234,66 |
| 2.    | Hernán Buenahora      | Kolumbien          | 194,66 |
| 3.    | Manuel Medina         | Venezuela          | 186,66 |
| 4.    | Alejandro Borrajo     | Argentinien        | 186    |
| 5.    | Nilceu dos Santos     | Brasilien          | 164,66 |
| 6.    | Rafael Andriato *     | Brasilien          | 136    |
| 7.    | César Salazar         | Kolumbien          | 134,66 |
| 8.    | Santiago Botero       | Kolumbien          | 125    |
| 9.    | Anthony Brea          | Venezuela          | 119,66 |
| 10.   | Sergey Lagutin        | Usbekistan         | 114    |
| 11.   | Magno Nazaret *       | Brasilien          | 111,66 |
| 12.   | Henry Raabe           | Costa Rica         | 105    |
|       | Pedro Pablo Pérez     | Kuba               | 105    |
| 14.   | Martin Gilbert        | Kanada             | 100    |
| 15.   | Juan Pablo Magallanes | Mexiko             | 97,66  |
| 16.   | Dominique Rollin      | Kanada             | 97     |
| 17.   | Matías Médici         | Argentinien        | 96,66  |
|       | Christian Meier *     | Kanada             | 96,66  |
| 19.   | William Frischkorn    | Vereinigte Staaten | 96     |
|       | Tomás Gil             | Venezuela          | 96     |

| Platz | Team                               |                    | Punkte |
| ----- | ---------------------------------- | ------------------ | ------ |
| 1.    | Symmetrics Cycling                 | Kanada             | 624,62 |
| 2.    | Scott-Marcondes Cesar              | Brasilien          | 472,96 |
| 3.    | Tecos de la Guadalajara            | Mexiko             | 381,62 |
| 4.    | Navigators Insurance               | Vereinigte Staaten | 358    |
| 5.    | Slipstream-Chipotle                | Vereinigte Staaten | 305    |
| 6.    | Serramenti PVC Diquigiovanni       | Venezuela          | 288,94 |
| 7.    | Memorial-Fupes-Santos              | Brasilien          | 246    |
| 8.    | Health Net-Maxxis                  | Vereinigte Staaten | 226    |
| 9.    | Kelly Benefit Strategies-Medifast  | Vereinigte Staaten | 211    |
| 10.   | UNE-Orbitel                        | Kolumbien          | 201    |
| 11.   | Rite Aid Pro Cycling               | Vereinigte Staaten | 186    |
| 12.   | Colombia Es Pasion                 | Kolumbien          | 174,98 |
| 13.   | Kodakgallery.com-Sierra Nevada     | Vereinigte Staaten | 150    |
| 14.   | Cinelli-Endeka-OPD                 | San Marino         | 135    |
| 15.   | Toyota-United                      | Vereinigte Staaten | 127    |
| 16.   | Priority Health-Bissell            | Vereinigte Staaten | 104    |
| 17.   | Colavita-Sutter Home               | Vereinigte Staaten | 86     |
| 18.   | Andalucía-Cajasur                  | Spanien            | 66     |
| 19.   | Boyaca Es Para Vivirla-Marche      | Kolumbien          | 60     |
| 20.   | The Jittery Joe’s Pro Cycling Team | Vereinigte Staaten | 54     |

* U23-Fahrer

## Rennkalender

### Oktober 2006
|         |           | Rennen                        |            | Sieger            | Team                  |
| 1.–8.   | Venezuela | Clásico Ciclístico Banfoandes | Kolumbien  | Hernán Buenahora  | Gobernación de Zulia  |
| 10.–15. | Mexiko    | Vuelta a Chihuahua            | Spanien    | Luis Pérez Romero | Andalucía-Paul Versan |
| 20.–1.  | Guatemala | Vuelta a Guatemala            | Costa Rica | Juan Carlos Rojas | Dos Pinos Costa Rica  |

### November 2006
|         |           | Rennen                    |           | Sieger             | Team                  |
| 7.–12.  | Bolivien  | Doble Copacabana GP Fides | Kolumbien | Juan Diego Ramírez | EPM-Orbitel           |
| 14.–24. | Brasilien | Tour de Santa Catarina    | Brasilien | Pedro Nicácio      | Scott-Marcondes Cesar |

### Dezember 2006
|         |            | Rennen              |            | Sieger      | Team              |
| 16.–29. | Costa Rica | Vuelta a Costa Rica | Costa Rica | Henry Raabe | BCR-Pizza Hut-KHS |

### Januar
|         |             | Rennen                   |             | Sieger            | Team                  |
| 7.      | Brasilien   | Copa América de Ciclismo | Brasilien   | Nilceu dos Santos | Scott-Marcondes Cesar |
| 7.–21.  | Venezuela   | Vuelta al Táchira        | Kolumbien   | Hernán Buenahora  | Gobernación de Zulia  |
| 23.–28. | Argentinien | Tour de San Luis         | Argentinien | Jorge Giacinti    | Lider                 |

### Februar
|         |                    | Rennen                   |                    | Sieger          | Team                    |
| 13.–25. | Kuba               | Vuelta a Cuba            | Kanada             | Svein Tuft      | Symmetrics Cycling Team |
| 18.–25. | Vereinigte Staaten | Amgen Tour of California | Vereinigte Staaten | Levi Leipheimer | Discovery Channel       |

### März
|         |       | Rennen                             |                      | Sieger                            | Team                                |
| 15.–25. | Chile | Vuelta Ciclista Por Un Chile Líder | Russland Argentinien | Andrei Sartassow * Jorge Giacinti | Team Lider Presto Team Lider Presto |

* Andrei Sartassow wurde der Sieg aberkannt, da er bei dem Rennen positiv auf EPO getestet wurde.

### April
|         |                    | Rennen                          |             | Sieger          | Team                    |
| 7.      | Vereinigte Staaten | U.S. Open Cycling Championships | Kanada      | Svein Tuft      | Symmetrics Cycling Team |
| 11.–15. | Brasilien          | Volta do Rio de Janeiro         | Argentinien | Matías Médici   | Scott-Marcondes Cesar   |
| 16.–22. | Vereinigte Staaten | Tour de Georgia                 | Slowenien   | Janez Brajkovič | Discovery Channel       |
| 22.–29. | Brasilien          | Volta do Estado de São Paulo    | Brasilien   | Magno Nazaret   | Scott-Marcondes Cesar   |
| 28.–4.  | El Salvador        | Vuelta a El Salvador            | Kolumbien   | Wilson Zambrano | Colombia es Pasion      |

### Mai
|         |           | Rennen                                   |           | Sieger         | Team                        |
| 5.      | Venezuela | Clasico Aniversario                      | Venezuela | José Aguilar   | Fundadeporte Carabobo       |
| 6.      | Venezuela | Clasico Corre Por La Vida                | Venezuela | José Alarcón   | Kino Tachira Banfoandes     |
| 10.–13. | Bolivien  | Doble Sucre Potosí GP Cemento Fancesa    | Bolivien  | Óscar Soliz    | Coordinadora De Boyaca Ebsa |
| 16.–20. | Brasilien | Volta Ciclistica Internacional do Paraná | Brasilien | Renato Seabra  | ClubeDatarodeCiclismo       |
| 25.     | Venezuela | Panamerikameisterschaft Zeitfahren       | Kolumbien | Libardo Niño   | Kolumbien                   |
| 27.     | Venezuela | Panamerikameisterschaft Straßenrennen    | Kanada    | Martin Gilbert | Kanada                      |

### Juni
|         |                    | Rennen                                   |                     | Sieger          | Team                  |
| 3.      | Vereinigte Staaten | Lancaster Classic                        | Osterreich          | Bernhard Eisel  | T-Mobile Team         |
| 7.      | Vereinigte Staaten | Reading Classic                          | Osterreich          | Bernhard Eisel  | T-Mobile Team         |
| 10.     | Vereinigte Staaten | Commerce Bank International Championship | Argentinien         | Juan José Haedo | Team CSC              |
| 12.–17. | Kanada             | Tour de Beauce                           | Australien          | Ben Day         | Navigators Insurance  |
| 23.     | Vereinigte Staaten | Saturn Rochester Twilight Criterium      | Australien          | Hilton Clarke   | Navigators Insurance  |
| 24.     | Brasilien          | Meeting Internacional de Goiânia         | Brasilien           | Rafael Andriato | Memorial-Fupes-Santos |
| 29.     | Sudafrika          | B-Weltmeisterschaft Zeitfahren           | China Volksrepublik | Ma Haijun       | Volksrepublik China   |

### Juli
|         |           | Rennen                            |           | Sieger          | Team                  |
| 1.      | Sudafrika | B-Weltmeisterschaft Straßenrennen | Serbien   | Ivan Stević     | Serbien               |
| 9.      | Brasilien | Prova Ciclística 9 de Julho       | Brasilien | Rafael Andriato | Memorial-Fupes-Santos |
| 28.–12. | Kolumbien | Vuelta a Colombia                 | Kolumbien | Santiago Botero | UNE-Orbitel           |

### August
|        |            | Rennen                |           | Sieger           | Team                           |
| 3.–12. | Guadeloupe | Tour de la Guadeloupe | Kolumbien | José Flober Peña | Union Cycliste Capesterre      |
| 27.–9. | Venezuela  | Vuelta a Venezuela    | Kolumbien | César Salazar    | Loteria Del Tachira-Banfoandes |

### September
|         |                    | Rennen             |                    | Sieger             | Team                |
| 8.      | Vereinigte Staaten | Univest Grand Prix | Vereinigte Staaten | William Frischkorn | Slipstream-Chipotle |
| 11.–16. | Vereinigte Staaten | Tour of Missouri   | Vereinigte Staaten | George Hincapie    | Discovery Channel   |
| 15.     | Vereinigte Staaten | Tour de Leelanau   | Vereinigte Staaten | Garrett Peltonen   | Priority Health     |